# Polichno
Polichno este o comună slovacă, aflată în districtul Lučenec din regiunea Banská Bystrica. Localitatea se află la altitudinea de 596 m deasupra n.m., se întinde pe o suprafață de 11,07 km2 și în 2017 număra 137 de locuitori.

## Istoric
Localitatea Polichno este atestată documentar din 1467.

## Demografie
| An:                | 1994 | 2004    | 2014   | 2024    |
| ------------------ | ---- | ------- | ------ | ------- |
| Număr de persoane: | 123  | 149     | 140    | 124     |
| Diferență:         |      | +21,13% | −6,04% | −11,42% |

| An:                | 2023 | 2024 |
| ------------------ | ---- | ---- |
| Număr de persoane: | 124  | 124  |
| Diferență:         |      | +0%  |